# 約瑟芙·艾索博
約瑟芙·艾索博（Joseph Essombe，1988年3月22日—）是一名喀麥隆角力運動員，主攻女子自由式55公斤級項目。她曾獲得非洲角力錦標賽女子自由式55公斤級和59公斤級銀牌。

## 外部連結
- International Wrestling Database